# Liste der Naturschutzgebiete in Remscheid
Die Liste der Naturschutzgebiete in Remscheid enthält die Naturschutzgebiete der kreisfreien Stadt Remscheid in Nordrhein-Westfalen.

## Liste
| Schlüsselnr. | Gebietsname                                                       | Fläche in ha | Bild           |  |
| ------------ | ----------------------------------------------------------------- | ------------ | -------------- |  |
| RS-001 ⊙     | Tenter Bach und Bökerbach                                         | 30,55        | weitere Bilder |  |
| RS-002 ⊙     | Diepmannsbachtal und Seitenbäche                                  | 46,69        | weitere Bilder |  |
| RS-003 ⊙     | Gelpe-Saalbach                                                    | 24,17        | weitere Bilder |  |
| RS-004 ⊙     | Feldbachtal                                                       | 105,19       | weitere Bilder |  |
| RS-005 ⊙     | Dörpetal und Seitentäler                                          | 78,34        | weitere Bilder |  |
| RS-006 ⊙     | Westerholt                                                        | 44,70        | weitere Bilder |  |
| RS-007 ⊙     | Oberlauf Marscheider Bachtal                                      | 30,34        | weitere Bilder |  |
| RS-008 ⊙     | Panzertal                                                         | 27,06        | weitere Bilder |  |
| RS-009 ⊙     | Steinbruchgelände Hohenhagen                                      | 8,76         | weitere Bilder |  |
| RS-010 ⊙     | Schneppendahler Siepen                                            | 6,14         | weitere Bilder |  |
| RS-011 ⊙     | Farrenbracker Bachtal                                             | 7,25         | weitere Bilder |  |
| RS-012 ⊙     | Oelingrather und Grunder Bachtal                                  | 22,21        | weitere Bilder |  |
| RS-013 ⊙     | Westener und Platzer Siefen                                       | 10,83        | weitere Bilder |  |
| RS-014 ⊙     | Eschbachtal (Remscheid)                                           | 3,04         | weitere Bilder |  |
| RS-015 ⊙     | Erlenbruchwald Beek am Grenzwall und Stöcker Bach                 | 10,32        | weitere Bilder |  |
| RS-016 ⊙     | Wilhelmsthaler und Haller Bachtal                                 | 10,26        | weitere Bilder |  |
| RS-017 ⊙     | Kleebachtal                                                       | 5,53         | weitere Bilder |  |
| RS-018 ⊙     | Töckelhauser Bach                                                 | 2,15         | weitere Bilder |  |
| RS-019 ⊙     | Wupper und Wupperhänge südlich Müngsten                           | 144,42       | weitere Bilder |  |
| RS-020 ⊙     | Hammertal                                                         | 40,46        | weitere Bilder |  |
| RS-021 ⊙     | Unteres Morsbachtal mit Hölterfelder Siefen und Fürberger Bachtal | 36,07        | weitere Bilder |  |
| RS-022 ⊙     | Leyerbachtal                                                      | 15,13        | weitere Bilder |  |
| RS-023 ⊙     | Oberes Teufelsbachtal                                             | 5,97         | weitere Bilder |  |